# Hydromotor
|                                                              |  |  |
| Hydromotor met rechts daarvan het symbool van een hydromotor |  |  |

Een hydromotor of hydraulische motor noemt men een omzetter van hydraulische energie naar mechanische energie. De hydromotor wordt gebruikt in hydraulische en hydrostatische aandrijvingen, zoals het zwenksysteem van een kraan, maar ook de aandrijving van een zwaarlastvoertuig middels wielmotoren. 
Omzetters in hydrodynamische systemen noemt men turbines.
Men onderscheidt onder andere:
- Tandrad- of tandwielmotor
- Schottenmotor
- Axiale plunjermotor
- Radiale plunjermotor

Hydromotoren die in hydraulische installaties gebruikt worden, zijn altijd van het verdringertype. Dit betekent dat het toerental een directe relatie heeft tot het slagvolume van de motor en (het debiet) de aangevoerde vloeistofstroom (en min of meer onafhankelijk is van de druk), terwijl het koppel een directe relatie heeft met het drukverschil over de motor en het slagvolume (en min of meer onafhankelijk is van het toerental en/of het debiet).
Zonder rekening te houden met de rendementen gelden de volgende formules:
T * ω = Q * Δp = Vs * n * Δp = (Vs * Δp * ω) / (2 * PI) 
dus T = (Vs * Δp) / (2 * PI) 
en  n = Q / Vs
Rekening houdend met rendementen (mechanisch voor koppel en volumetrisch voor toerental) worden formules voor koppel en toerental respectievelijk:
dus T =  (Vs * Δp * ηm) / (2 * PI)  
en n = Q / Vs * ηv
waarin:
- T = Koppel in N m
- ω = Hoeksnelheid in rad/s
- Q = Debiet in m3/s
- Δp= Drukverschil over motor in N/m2
- Vs= Slagvolume motor in m3 per omwenteling
- n = toerental motor in omw/s
- ηm = mechanisch rendement ± 85%
- ηv = volumetrisch rendement ± 90%